# Gozdnica
Gozdnica este un oraș în Polonia.